# Isola Madre
Isola Madre – największa wyspa archipelagu wysp Borromee położonym na jeziorze Maggiore we Włoszech. Długość wyspy wynosi 330 metrów a szerokość 220 metrów. Isola Madre należy do piemonckiej prowincji Cusio Ossola. Większość terenów tej obecnie bezludnej wyspy zajmują ogrody położonych w centrum budynków.

## Historia
Pierwsze historyczne źródła mówiące o wyspie pochodzą z IX wieku. Wtedy też na wyspie znajdował się kościół oraz cmentarz. W 1501 roku Lancillotto Borromeo (pol. Bormelisz), jedno z pięciorga dzieci Giovaniego V Borremeo, zaczął sadzić owoce cytrusowe sprowadzone z Ligurii.
Lancillotto rozpoczął również budowę rodzinnej rezydencji, która miała stanąć w centrum wyspy. Budowę Pałacu zakończono w 1580 roku, a budynek był klasycznym przykładem architektury Renesansu.
W latach 1823–1825 na wyspie powstały liczne ogrody w stylu angielskim.

## Budynki na wyspie
Na wyspie znajduje się kilka budynków. Warto zwrócić uwagę na pałac rodziny Bormeliuszy z XVI wieku oraz pozostałości kościoła i cmentarza z połowy IX wieku. Innym ciekawym miejscem wartym obejrzenia jest kaplica rodzinna pochodząca z 1858 roku.